# Sonora, Kalifornien
Sonora är administrativ huvudort i Tuolumne County i Kalifornien. Vid 2010 års folkräkning hade Sonora 4 903 invånare.

## Kända personer från Sonora
- Vaughn Armstrong, skådespelare
- T.J. Dillashaw, MMA-utövare
- Jenny O'Hara, skådespelare